# 257336 Noeliasanchez
257336 Noeliasanchez è un asteroide della fascia principale. Scoperto nel 2009, presenta un'orbita caratterizzata da un semiasse maggiore pari a 3,1516719 UA e da un'eccentricità di 0,1710948, inclinata di 29,26335° rispetto all'eclittica.